# Saint-Laurent-le-Minier
Saint-Laurent-le-Minier is een gemeente in het Franse departement Gard (regio Occitanie) en telt 362 inwoners (2005). De plaats maakt deel uit van het arrondissement Le Vigan.
Saint-Laurent-le-Minier ligt aan de rivier de Vis.

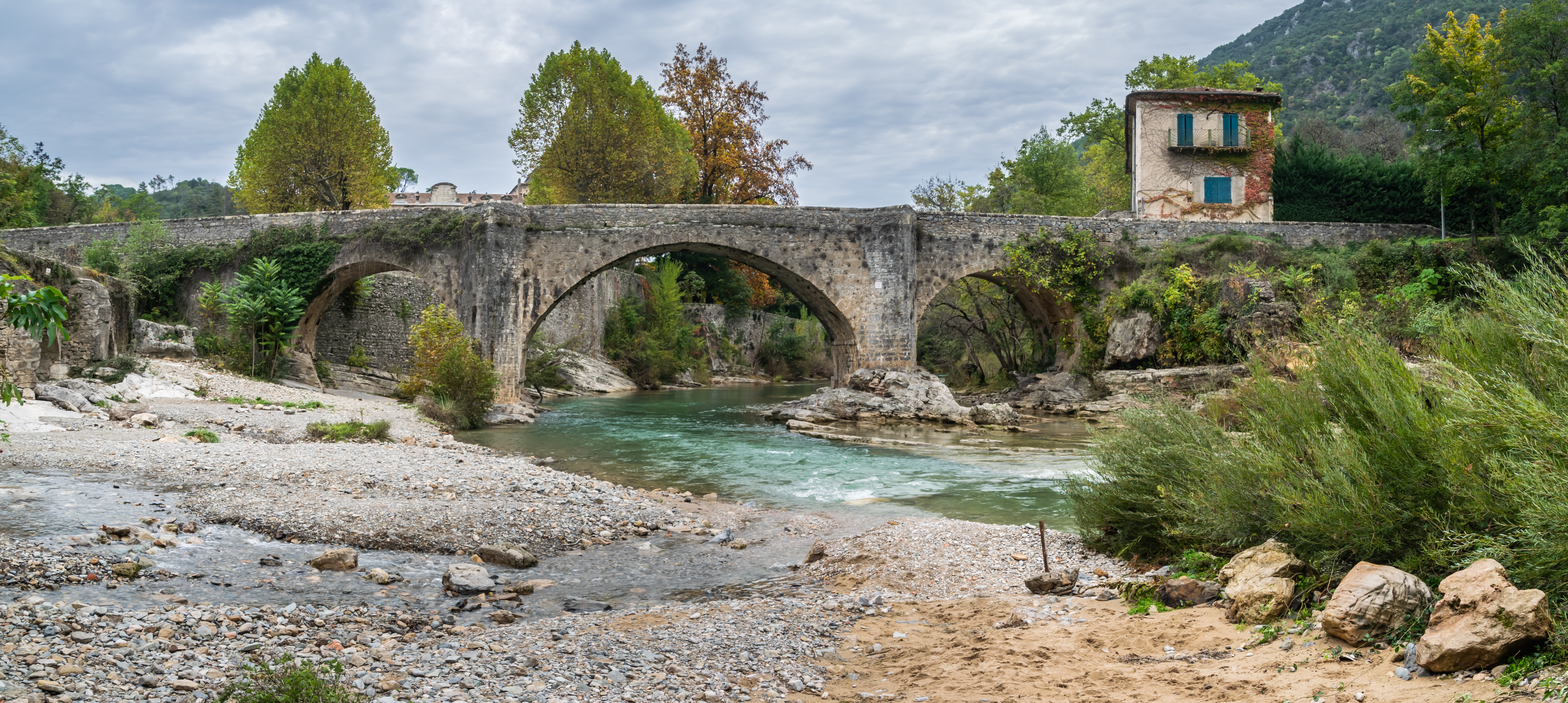
Brug over de Vis

## Geografie
De oppervlakte van Saint-Laurent-le-Minier bedraagt 13,1 km², de bevolkingsdichtheid is 27,6 inwoners per km².
De onderstaande kaart toont de ligging van Saint-Laurent-le-Minier met de belangrijkste infrastructuur en aangrenzende gemeenten.

## Demografie
Onderstaande figuur toont het verloop van het inwonertal (bron: INSEE-tellingen).